# Plàtana Grossa d'en Massot
La Plàtana Grossa d'en Massot o Plàtan d'en Massot (Platanus x hispanica) és un arbre que es troba a Darnius (l'Alt Empordà), el qual és, segurament, un dels plàtans més grossos de la península Ibèrica.

## Dades descriptives
- Perímetre del tronc a 1,30 m: 4,85 m.
- Perímetre de la base del tronc: 10,39 m.[1]
- Alçada: 31 m.
- Amplada de la capçada: 25,1 m.
- Altitud sobre el nivell del mar: 191 m.

## Entorn
Està situat en una masia enjardinada (a la sortida de Darnius) i l'acompanyen exemplars de xiprer de Leyland, castanyer d'Índia, figuera, ametller, nesprer del Japó, teix, pebrer bord i marfull, juntament amb alguna planta de temporada. A la capçada, s'hi poden observar garses, pardals, gafarrons i mallerengues carboneres.

## Aspecte general
Gaudeix d'una salut extraordinària i no s'hi observen ferides remarcables. Les seues espectaculars dimensions parlen per si soles sobre el vigor d'aquest arbre, ja que és un plàtan enorme, no sols de soca, sinó també d'envergadura de capçada. Té una projecció d'ombra realment extraordinària. No es va veure afectat pels incendis de l'Alt Empordà de 2012 i fou declarat Arbre Monumental l'any 1990.

## Curiositats
Es diu que depèn com li toca el sol fa una ombra que recorda una orella. Aquest fet encavalca amb una història de bandolers: en Massot era un jove de la família del sector industrial de Can Massot del segle xix, que l'any 1845 va ser segrestat per uns bandolers trabucaires que assaltaren la diligència de Barcelona en què viatjava. Demanaren un rescat i donaren proves que estava viu enviant les seues orelles als familiars. Finalment, en Massot fou assassinat.

## Accés
Des del mateix poble de Darnius, a la carretera GI-503, la qual va a Maçanet de Cabrenys, veurem una plaça amb enormes plàtans, uns dels quals és el plàtan de Can Massot, que és dins la finca de la masia (actualment, casa de turisme rural): GPS 31T 0486292 4690416.